# Арутюнов, Константин Багратович
Константин Багратович Арутюнов — советский хозяйственный, государственный и политический деятель.

## Биография
Родился в 1915 году в Тбилиси. Член КПСС.
С 1937 года — на хозяйственной, общественной и политической работе. В 1937—1986 гг. — секретарь комитета ВЛКСМ Московского Высшего технического училища имени Баумана, инженер-конструктор, инструктор ЦК ВКП(б) завода Министерства оборонной промышленности в Москве, директор Научно-исследовательского института теплоэнергетического приборостроения, заместитель председателя Госкомитета СССР по приборостроению, заместитель министра приборостроения, средств автоматизации и систем управления СССР.
Умер в Москве после 1990 года.